# Brünstkopf
Der Brünstkopf ist ein 1050 m ü. NHN (nach anderen Quellen 1048 m) hoher Gipfel in den Bayerischen Voralpen, der das westliche Ende des Bergrückens Rauchenberg bildet. Die Erhebung befindet sich am südöstlichen Rand des Gemeindegebiets von Jachenau im Landkreis Bad Tölz-Wolfratshausen. Unterhalb der Südflanke fließt der Schronbach, der gut zwei Kilometer weiter östlich, kurz unterhalb des Sylvensteinstausees, in die obere Isar mündet.
Der vollständig bewaldete Gipfel ist über Forstwege, am Ende weglos zu erreichen.